# NGC 2132
NGC 2132 је група звезда у сазвежђу Сликар која се налази на NGC листи објеката дубоког неба.
Деклинација објекта је - 59° 54' 37" а ректасцензија 5h 55m 9,1s. Привидна величина (магнитуда) објекта NGC 2132 износи 14,0. NGC 2132 је још познат и под ознакама ESO 120-?22.